# Classe X (rischio teratogenico ADEC)
La classe X di rischio teratogeno secondo la classificazione operata dall'Australian Drug Evaluation Committee (ADEC) include quei farmaci che comportano un rischio elevato di causare danni permanenti al feto. Per tutti questi l'utilizzo durante la gravidanza, o nel caso ci sia la possibilità di essere incinta, è fortemente sconsigliato.

## A
- Acitretina[1]

## B
- Bosentan

## D
- Dienestrolo
- Dutasteride

## E
- Etretinato[1]

## F
- Finasteride[2]
- Fosfato di sodio 32P

## I
- Isotretinoina[3]

## L
- Leflunamide

## M
- Misoprostolo
- Metotrexato

## R
- Raloxifene[4]
- Ribavirina[5]

## T
- Talidomide
- Tretinoina[6] (antineoplastico orale)